# Léon Massaux
Léon-Charles Massaux (Gent, 21 maart 1845 - Elsene, 3 februari 1926) was een Belgische kunstschilder, gespecialiseerd in landschappen, dieren en genres. Zijn achternaam wordt ook geschreven als Massaulx.

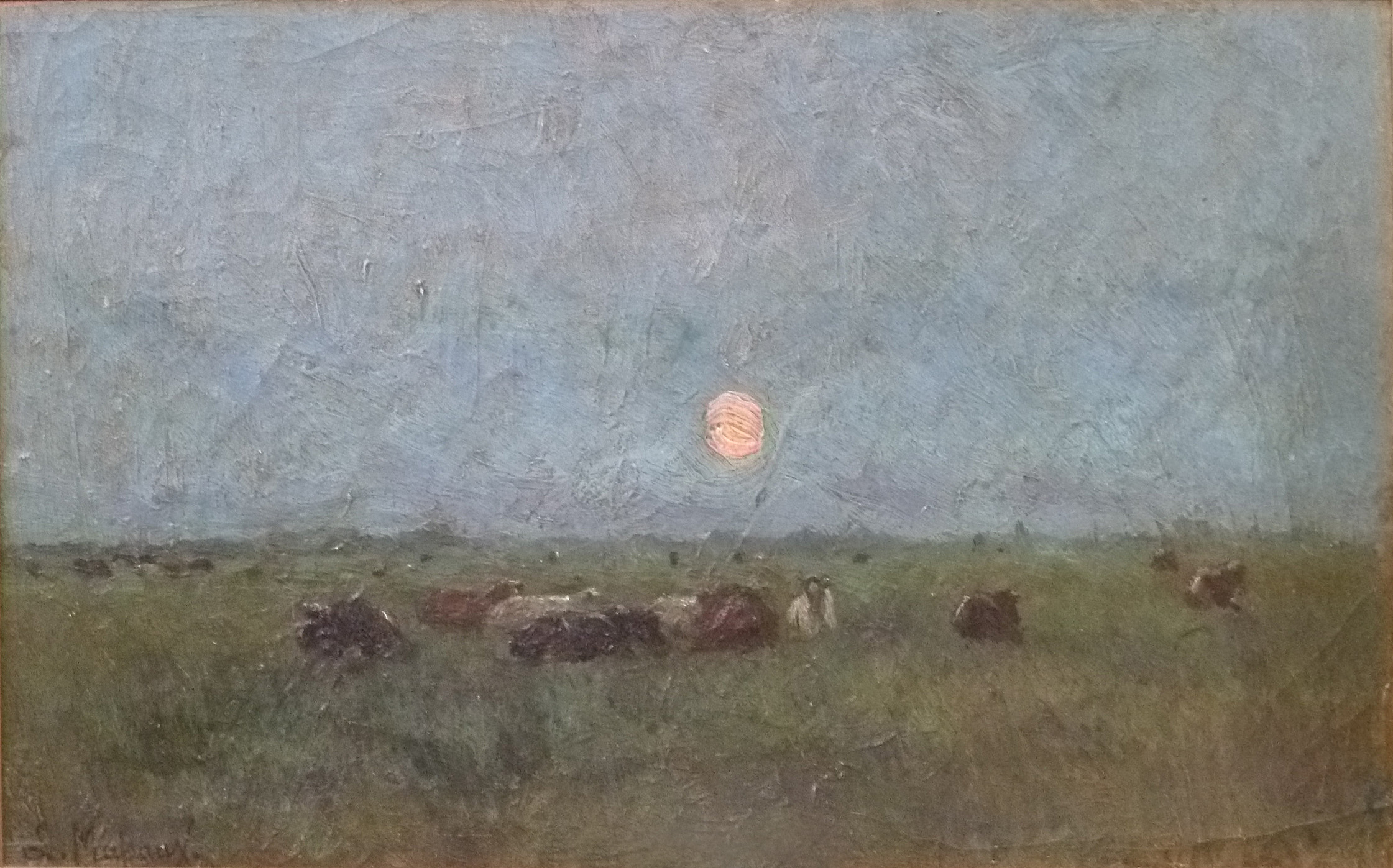
"Landschap met vee"

Hij was een leerling van de dierenschilder Alfred Verwee en werd, zoals hem, een schilder in de vrije natuur.
Massaux was werkzaam in Vlaanderen, Brussel en Parijs. Hij was lid van de Brusselse vereniging van beeldende kunstenaars L'Union des Arts (1876-1885). Toen de tentoonstellingen van deze vereniging weinig succesvol bleken, werd hij lid van de Brusselse vereniging Voorwaarts (1885-1893). Hij bekwam een medaille derde klasse op het Salon van Parijs in 1890. Hij exposeerde na deze datum in München.
Veel van zijn schilderijen zijn nog in privébezit en komen regelmatig terecht op kunstveilingen. Maar er bevinden zich ook schilderijen van hem in musea in Brussel en in de  Neue Pinakothek, München.
- RKD-Nederlands Instituut voor Kunstgeschiedenis: 89081
- Union List of Artist Names: 500157670
- Virtual International Authority File: 96662909